# The Man Who Woke Up (film 1918)
The Man Who Woke Up è un film muto del 1918 diretto da James McLaughlin.

## Trama
William Oglesby, direttore dell'Oglesburg Clarion, è un uomo di vecchio stampo che cerca di mantenere vive le tradizioni del Sud e di rinverdire e conservare lo spirito del paese di prima della guerra. Le nuove mode e le nuove idee che arrivano da Nord lo irritano profondamente, così da prendersela con i propri concittadini che accolgono calorosamente l'arrivo in città di Thomas Foster, uomo di affari e filantropo di New York. Oglesby si oppone strenuamente all'influenza del nordista ma, quando sua figlia Edith si innamora del figlio del nuovo arrivato e sua moglie Sylvia sposa entusiasta le idee progressiste di Foster, anche Oglesby deve arrendersi e cedere al nuovo ordine.

## Produzione
Il film fu prodotto dalla Triangle Film Corporation.

## Distribuzione
Distribuito dalla Triangle Distributing, il film uscì nelle sale cinematografiche statunitensi il 2 giugno 1918.
Non si conoscono copie ancora esistenti della pellicola che viene considerata presumibilmente perduta.